# Studentite.bg
Studentite.bg (студентската мрежа на България) е българска онлайн образователна платформа за студенти. Функционира от 8 февруари 2016 г.
Има за цел да обедини студентите на едно място, за да ги направи по-близки един с друг, да подобри общуването между тях и да търсят отговорите на въпросите, които ги вълнуват. Създадена е с подкрепата на Националната лаборатория по компютърна вирусология към Българската академия на науките и е единствената студентска платформа в България.
В платформата всеки един студент може да получи помощ. Това става възможно благодарение на специализиран модул – колегиална помощ. В този модул има най-различни научни области, за които студентите се абонират. Потребителите имат възможността да задават въпроси до определена научна област, като въпросите се получават от всички регистрирани студенти в тази научна област.
Сайтът позволява и свободно споделяне на помощни материали, което да улесни самостоятелната подготовка на учащите. Веднъж регистрирал се, студентът получава право да използва цялата функционалност на платформата, като той автоматично бива абониран и за всички новини и събития, свързани с неговите интереси.
Oсвен останалата функционалност, проектът е насочен и към дигитализирането на учебен материал. В Studentite.BG могат да бъдат намерени стотици видео уроци на български език по висша математика и други дисциплини.